# Karl-Adalbert Kraft
Karl-Adalbert Kraft (* 24. Dezember 1892 in Therwil; † 9. Februar 1943) war ein deutscher Admiralarzt der Kriegsmarine.

## Leben
Karl-Adalbert Kraft war ab dem 1. August 1931 Marine-Oberstabsarzt, von seiner Verfügung des Chefs der Marinestation der Nordsee (Wilhelmshaven) zur Universität Breslau kommandiert.
Er wurde am 1. Oktober 1936 zum Geschwaderarzt befördert und war Verbandsarzt des Befehlshabers der Aufklärungsstreitkräfte (Kiel). Am 1. Oktober 1938 zum Flottenarzt befördert, kam er als Arzt zum II. Admiral der Ostsee und blieb dort bis Oktober 1939. Anschließend war er bis Mai 1940 Verbandsarzt beim Befehlshaber der Sicherung der Ostsee. Von Mai 1940 bis Januar 1941 war er Leitender Sanitätsoffizier beim Admiral Norwegen. Mit der Einrichtung des Marinelazaretts La Baule Anfang 1941 wurde er hier Chefarzt und erhielt am 1. September 1942 die Beförderung zum Admiralarzt. Ab Mitte November 1942 war er bis zu seinem Tod Leitender Sanitätsoffizier im Stab des Marinegruppenkommandos West.